# روایت غیرخطی
روایت غیرخطی (انگلیسی: Nonlinear narrative) تکنیکی روایی در ادبیات داستانی، فیلم و سایر قالب‌های روایی است که در آن ترتیب یا سیر زمانی رویدادها به‌هم می‌ریزد. روایت غیرخطی منطقِ علّی وقایع را با استفاده از تمهیدهایی نظیر روایت در روایت، خطوط داستانی موازی و تداعی‌های رؤیاگون دستخوش دگرگونی می‌کند.
این شیوه غالباً با هدف شبیه‌سازی سازوکار حافظه و تداعی خاطره در مغز انسان به‌کار رفته‌است، اما دلایل استفاده از آن به این مورد منحصر نمی‌شود.